# Бордж-Бу-Арреридж
Бордж-Бу-Арреридж (араб. برج بوعريريج‎) — город на севере Алжира. Представляет собой городской округ в составе одноимённого вилайета. Население — 140 000 чел. (по оценке 2005 года).
Бордж-Бу-Арреридж расположен в 70 км к западу от Сетифа и в 115 км к юго-востоку от Буиры.
Экономическая жизнь города представлена, в основном, сельским хозяйством и мелким промышленным производством.

## Климат
| Показатель              | Янв. | Фев. | Март | Апр. | Май | Июнь | Июль | Авг. | Сен. | Окт. | Нояб. | Дек. | Год |
| ----------------------- | ---- | ---- | ---- | ---- | --- | ---- | ---- | ---- | ---- | ---- | ----- | ---- | --- |
| Средняя температура, °C | 6    | 6    | 9    | 11   | 16  | 22   | 26   | 26   | 21   | 15   | 10    | 6    | 14  |
| Норма осадков, мм       | 32   | 26   | 27   | 35   | 41  | 16   | 11   | 11   | 63   | 33   | 35    | 31   | 360 |
| Источник:               |      |      |      |      |     |      |      |      |      |      |       |      |     |

## Население
Ниже представлена динамика численности населения города по годам:

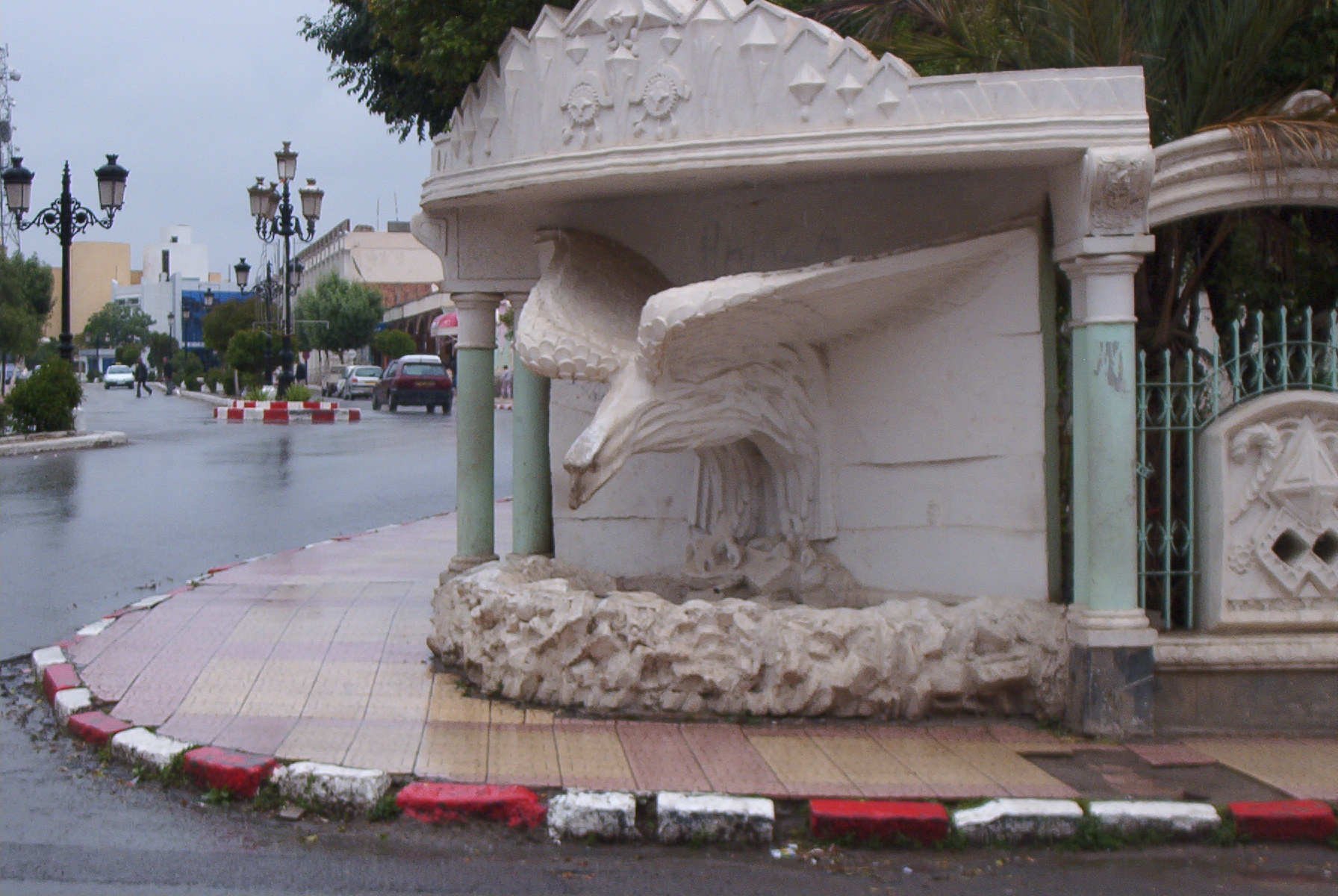
Одна из городских улиц.

| Год  | Численность                           |
| ---- | ------------------------------------- |
| 1901 | 7400                                  |
| 1948 | 21 900                                |
| 1954 | 24 000                                |
| 1966 | 33 800                                |
| 1977 | 54 500 (город) 65 000 (муниципалитет) |
| 1987 | 84 300                                |
| 1998 | 129 000                               |
| 2005 | 140 000                               |

## Фотогалерея

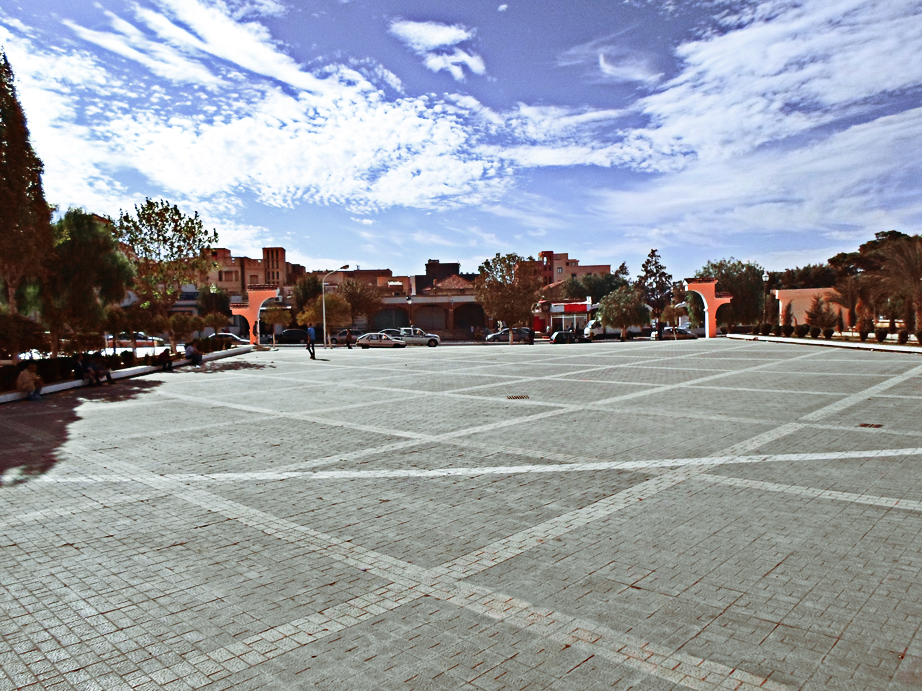
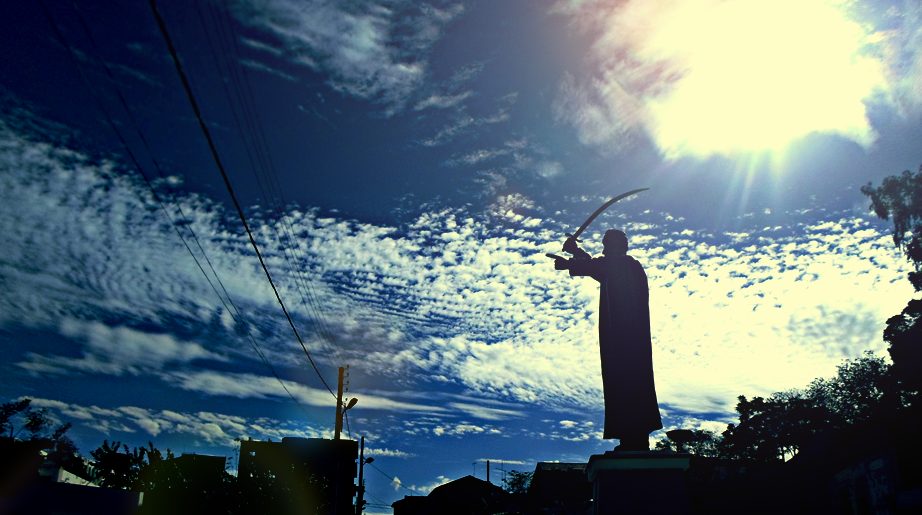
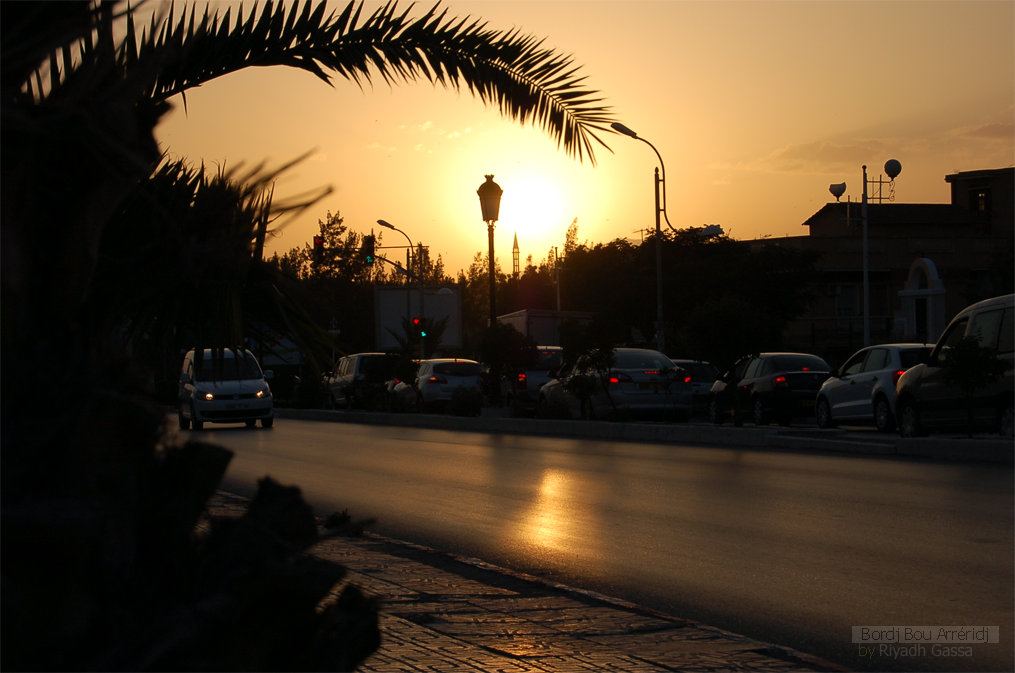
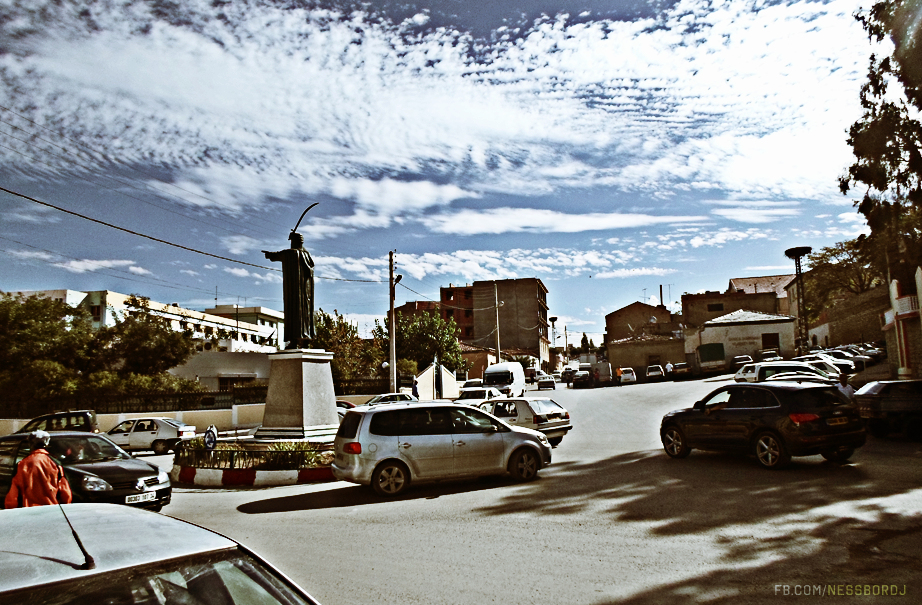
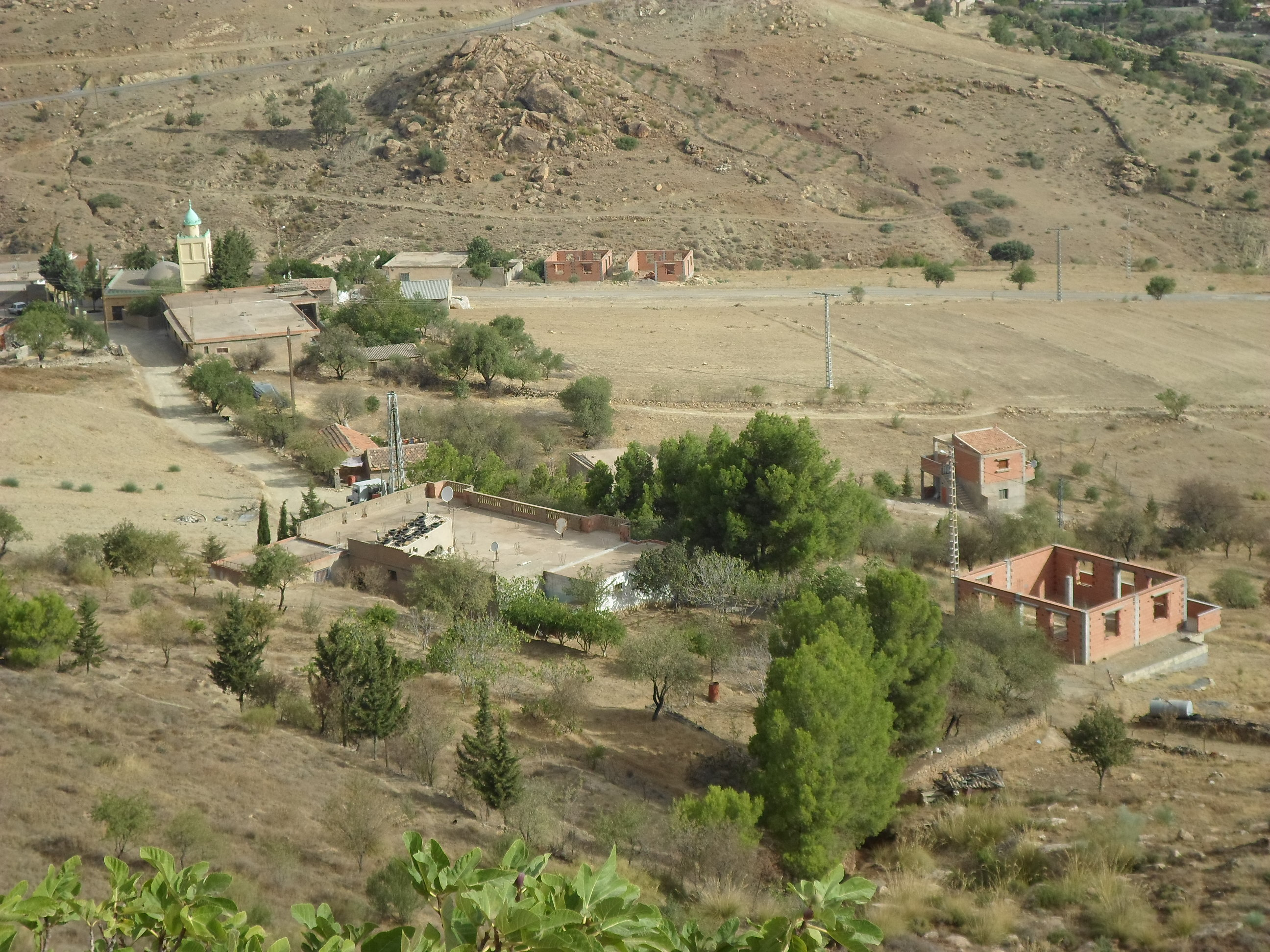
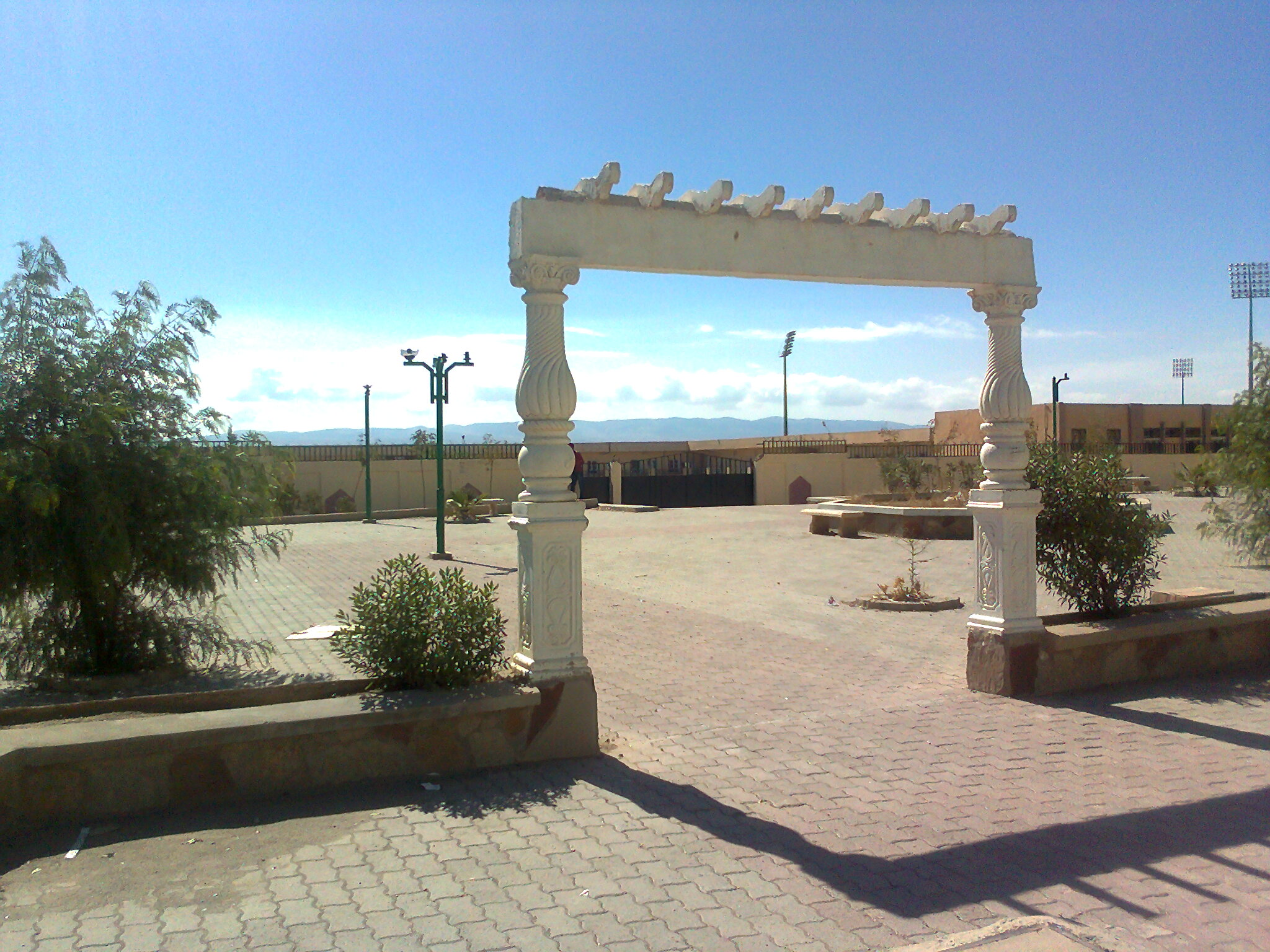